# 柯蔡玉瓊
柯蔡玉瓊（1943年—），通稱柯媽媽，台灣臺南市人，原本是平凡的家庭主婦，由於她的長子柯重宇在車禍中喪命，自己又遭受聯結車司機的冷嘲熱諷，讓她企圖以立法來保障車禍受害者，歷時八年後催生《強制汽車責任保險法》立法。依據這項法案，除了作戰時期的軍用汽車，在中華民國法規定義內的所有汽車都必須強制投保，使得因汽車交通事故而受傷或死亡的受害者能獲得基本保障。在法案通過後，她仍持續監督法案的相關經費與執行狀況。

## 經歷

### 早年
柯蔡玉瓊生於1943年，小學畢業後便從事縫補衣服、剖蚵等工作幫家中賺錢，在23歲時結婚，與丈夫生下三個孩子後，她便一邊作家庭代工、一邊拉拔三個孩子長大。

### 兒子車禍
1989年6月，柯蔡玉瓊的長子柯重宇即將從東海大學研究所畢業，他在行經東海別墅附近一條屬於管制區的產業道路上（中蔗路）被違規駛入的聯結車從後方撞上，當場死亡。柯蔡玉瓊接到東海大學教官的電話，花兩個小時北上到臺中市，見到蓋著屍體的白布後昏了過去。柯蔡玉瓊表示肇事車行的老闆說：「我們經營二、三十年的車行，常常在撞死人好像在吃飯一樣！」，又說「那一天我們才壓死兩個，也是大學生，一個二十萬，妳兒子是研究生，三十萬要不要拿，不然就去告；妳去告也是拿雞蛋碰石頭而已，台灣全省有勢力的包括我不會超過五個」，這些話使得柯蔡玉瓊十分悲痛，曾一度想與對方同歸於盡，但在柯重宇託夢告訴她必須以立法來保障往後的受害者後，柯蔡玉瓊決定走上立法一途。

### 四處陳情
由於柯蔡玉瓊僅有小學畢業，識字能力非常有限，又有三十幾年不曾提筆寫字，她只好一邊查字典、一邊寫出數百封的陳情信函，將自己的遭遇寄給各個政府部門和柯重宇的許多同學。她在東海大學舉辦多場說明會，促使東海大學出動兩輛校車到肇事車行抗議，引起了媒體的報導和社會關注，又舉辦許多場座談會，成立「中華民國車禍受難者救援協會」，在半年內收到了五百多件有相同遭遇的受難家庭來信，她便立誓要為往後的受害者討回公道。在法案成草後，先是在交通部和財政部間來回請願，用抬棺、絕食、辦超渡法會等各種方式抗議，才讓草案順利送入立法院。

### 推動立法
在草案進入立法院後，柯蔡玉瓊每個星期都來回台南與台北之間旁聽議事，感嘆多數的立委都既虛偽又傲慢，更浪費民脂民膏，她只好開始學習議事規則，並在各個廣播電台主持節目，將自己觀察到的國會亂象告訴聽友，在立委向電台施壓後，她的節目被迫停播。在柯蔡玉瓊來回奔走請召集委員排進審查之下，法案才進入審查會，由於多個交通委員會的委員與包括運輸業者在內的多個利益團體有關聯，不但讓柯蔡玉瓊成為那些立委的眼中釘，也讓她的生命受砂石車業者威脅。
但柯蔡玉瓊並不氣餒，在她的努力下，草案在1994年完成一讀，1995年進入二讀，1996年11月開始逐條討論。柯蔡玉瓊在1996年11月13日與時任中華民國總統李登輝見面並訴說自己的理念，李登輝向她表示「我的心被妳無私的愛感動」，答應幫忙此事，使得《強制汽車責任保險法》迅速地在同年12月13日通過，法案實施後，柯蔡玉瓊將車禍受難者救援協會解散，把捐款和自掏腰包的錢買兩部救護車捐給台北市政府。

### 近況
在《強制汽車責任保險法》通過後，柯蔡玉瓊仍持續參與相關的會議與工作小組，並到立法院監督車險款項的經費運用，定期做出檢討報告。對此，她表示「是我立法害全大家要交車險的錢，所以，我有義務要監督這些錢的運用」，而她也認為自己對車險運作的監督行為就像在延續兒子的生命。

## 評價
中華民國前總統李登輝：「『柯媽媽』的這股精神，不但令人感動，更是國人學習的楷模。」
柯媽媽的故事，有被要求警察取締占用騎樓導致學童幼兒不能通行之論者引用。

## 外部連結
- 強制汽車責任保險 （页面存档备份，存于）
- 《強制汽車責任保險法》全國法規資料庫 （页面存档备份，存于）
- 強制險理賠範圍和權益 （页面存档备份，存于）